# كاوس بروجيكت
شركة كاوس بروجكت المحدودة (باليابانية: 有限会社カオスプロジェクト، بالروماجي: Yūgen-gaisha Kaosu Purojekuto) هو استوديو رسوم متحركة ياباني، تأسس في 3 يوليو عام 1995، ويقع مقره في نيريما في
طوكيو.

## اعمال الاستوديو

### مسلسلات أنمي تلفزيونية
| العنوان                 | تاريخ العرض                   | الحلقات | المخرج         |
| ----------------------- | ----------------------------- | ------- | -------------- |
| حارسة ندى الصباح        | 4 يوليو 2002 – 26 ديسمبر 2002 | 26      | يوجي مورياما   |
| Comic Party Revolution ‏ | 5 أبريل 2005 – 3 مايو 2005    | 4       | جونيتشي ساكاتا |

### أوفا أنمي
| العنوان                                      | تاريخ العرض                     | الحلقات | المخرج                        |
| -------------------------------------------- | ------------------------------- | ------- | ----------------------------- |
| Variable Geo ‏                                | 19 نوفمبر 1996 – 27زيونيو 1997  | 3       | تورو يوشيدا                   |
| Jungle de Ikou!                              | 26 مارس 1997 – 26 سبتمبر 1997   | 3       | يوجي مورياما                  |
| Geobreeders: Get Back the Kitty ‏             | 21 مايو 1998 – 21 أكتوبر 1998   | 3       | يوجي مورياما                  |
| Choushin Hime Dangaizer 3                    | 24 سبتمبر 1999 – 23 مارس 2001   | 4       | ماسامي أوباري                 |
| Geobreeders 2: Breakthrough ‏                 | 26 يوليو 2000 – 23 مارس 2001    | 4       | شين ميساوا يوجي مورياما       |
| Usagi-chan de Cue!!                          | 9 نوفمبر 2001 – 26 أبريل 2002   | 3       | تورو يوشيدا                   |
| فوتاري إيتشي                                 | 26 يوليو 2002 – 22 يناير 2004   | 4       | هيروشي إيشيودوري يوجي مورياما |
| Happy Lesson                                 | 28 مارس 2003                    | 1       | إيتشيكا دوشيتا                |
| Comic Party Revolution ‏                      | 22 ديسمبر 2003 – 11 نوفمبر 2004 | 4       |                               |
| To Heart 2                                   | 28 فبراير 2007 – 28 سبتمبر 2007 | 3       | يوسوهيسا كاتو                 |
| Yawaraka Sangokushi Tsukisase!! Ryofuko-chan | 26 ديسمبر 2007 – 26 مارس 2008   | 4       | يوجي مورياما                  |
| To Heart 2 AD                                | 26 مارس 2008 – 8 اغسطس 2008     | 2       | جونيتشي ساكاتا                |
| To Heart 2 AD Plus                           | 24 أبريل 2009 – 17 أكتوبر 2009  | 2       | جونيتشي ساكاتا                |
| أوتاواريرومنو                                | 5 يونيو 2009 – 23 يونيو 2010    | 3       | كينيتشيرو كاتسورا             |
| To Heart 2 AD Next                           | 23 سبتمبر 2010 – 22 ديسمبر 2010 | 2       | جونيتشي ساكاتا                |
| To Heart 2: Dungeon Travelers                | 22 فبراير 2012 – 25 يوليو 2012  | 2       | جونيتشي ساكاتا                |